# Robert Gallo
Robert Gallo (anglès: Robert Charles Gallo)  (Waterbury, 23 de març de 1937) és un metge estatunidenc, més conegut pel seu paper en la identificació del Virus d'Immunodeficiència Humana (VIH) com l'agent responsable de la Síndrome d'Immunodeficiència Adquirida (sida) juntament amb Luc Montagnier.

## Biografia
Nascut el 23 de març a Wanterbury, estat nord-americà de Connecticut en una família d'immigrants italians de classe treballadora. Va obtenir un grau en biologia l'any 1959 i va rebre el seu títol de medicina al Jefferson Medical College de Filadèlfia el 1963. Després d'acabar la seva formació mèdica i internat a la Universitat de Chicago, es va convertir en investigador de l'Institut Nacional del Càncer. L'elecció de Gallo vers aquesta institució es veié influenciada per la prematura mort de la seva germana a causa d'una leucèmia, una malaltia a la qual va dedicar gran quantitat de la seva investigació inicial.

## Carrera científica

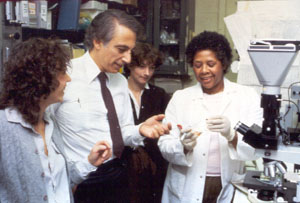
Robert C. Gallo (principis dels 1980s)

Després d'escoltar una xerrada realitzada pel biòleg David Baltimore, Gallo es va interessar en l'estudi dels retrovirus humans. El 1974 va identificar el primer retrovirus en humans: el virus de leucèmia de cèl·lules t en humans, o HTLV. El 1984 Gallo i els seus col·laboradors van publicar un article a la revista Science argumentant que el VIH, un retrovirus que havia estat identificat recentment en pacients amb sida per Luc Montagnier i els seus col·laboradors de l'Institut Pasteur de París, era la causa d'aquesta malaltia. Des de llavors, hi ha hagut una considerable controvèrsia sobre la prioritat del descobriment del VIH entre Gallo i Montagnier, arribant aquest a acusar Gallo de plagi.
El 1996 Gallo va publicar el seu descobriment que les citocines, una classe de compostos produïts en l'organisme de manera natural, poden bloquejar el virus i alterar la progressió de la sida. Aquest descobriment va ser anunciat a la revista Science com un dels descobriments més importants del segle però àdhuc no s'estableix la seva implicació en possibles beneficis terapèutics.
L'any 2000 fou guardonat amb el Premi Príncep d'Astúries d'Investigació Científica i Tècnica juntament amb Luc Montagnier.
Actualment Gallo és director de l'Institut de Virologia Humana, institució afiliada a la Universitat de Maryland, a la ciutat de Baltimore.

## Protocol científic
El 23 d'abril de 1984 Gallo va anunciar en una roda de premsa internacional i en presència de la secretària nord-americana de Sanitat que havia trobat la "la causa probable de la sida". Aquest mateix dia va registrar la patent del test per al VIH.
Els crítics de Gallo, especialment els dissidents de la sida, recorden que s'havia saltat el protocol científic habitual, que exigeix la publicació d'un estudi en una revista científica sotmesa al sistema de revisió de parells ("peer review") abans de fer qualsevol anunci públic.

## Crítiques de Luc Montagnier
Hi ha hagut fortes controvèrsies sobre l'honestedat del Dr. Gallo a l'anunciar el seu descobriment del VIH. Luc Montagnier el va acusar d'haver-li robat la prioritat del descobriment, al presentar com aïllades per ell mateix les mostres de LAV, nom inicial del VIH, que Montagnier, treballant per a l'Institut Pasteur, li va enviar seguint la praxis científica més exigent, per contrastar la descoberta. Montagnier relata detalladament aquests fets en el seu llibre "Sobre virus i homes".
Avui generalment s'accepta que el grup de Montagnier va ser el primer a identificar el virus, però el grup de Gallo va contribuir significativament a demostrar què causa la sida. A més, el treball de Montagnier es va basar en una tècnica prèviament desenvolupada per Gallo per al cultiu de limfòcits T al laboratori. Aquesta tècnica es va convertir en la base per a les tècniques de detecció de VIH en mostres sanguínies. Els dos científics van continuar les seves disputes fins al 1985, quan finalment concorden compartir el crèdit, i dividir els royalties dels tests a mig fer entre l'estat francès (patrocinador de l'Institut Pasteur) i l'estat nord-americà (patrocinador de Gallo).
S'ha acusat també al NIH (National Institutes of Health) nord-americà d'encobrir a Gallo en el seu suposat robatori vers les mostres de Montagnier, per a permetre així al govern nord-americà guanyar diners gràcies a totes les patents relacionades amb el VIH.